# Chō
Shigeru Nagashima (長島 茂?, Nagashima Shigeru; Kōnosu, 15 dicembre 1957) è un attore e doppiatore giapponese il cui nome d'arte è Chō (チョー?); è conosciuto anche col nome di Yūichi Nagashima (長島 雄一?, Nagashima Yūichi).
Si è laureato all'università di Nishogakusha ed è membro dei Tokyo Actor's Consumer's Cooperative Society. Il nome Chō deriva da un personaggio che ha interpretato nel programma per bambini Tanken Boku no Machi dal 1984 al 1991.

## Ruoli creati

### Anime
- Astro Boy (2003) (Ham Egg)
- Beast Wars (Tarantulas)
- Black Clover (Gifso)
- Bleach (Aramaki "MakiMaki" Makizou)
- Chiisana Ojisan (Ojiisan)
- Crayon Shin-chan (Ginnosuke Nohara, dal 2001 in poi)
- Digimon Frontier (Nanomon)
- Excel Saga (Un vecchio)
- F-Zero: GP Legend (Super Arrow)
- Great Teacher Onizuka (Hiroshi Uchiyamada)
- Handyman Saitou in Another World (Morlock/Bergheim Crom)[1]
- Inuyasha (Jaken)
- Juni Taisen: Zodiac War (Sumihiko Tsujiie/Hitsujii)
- Kengan Ashura (Kazuo Yamashita)
- Keroro (Dasonu Maso, Mekeke)
- Layton Mystery Tanteisha: Katori no Nazotoki File (Ambrogio)
- Le bizzarre avventure di JoJo: Stardust Crusaders (Wilson Phillips)
- Le bizzarre avventure di JoJo: Stone Ocean (Dragon's Dream)
- Naruto (Hakkaku)
- OH! Super Milk Chan (Il Presidente di Tutto)
- One Piece (Brook, Barbarossa, Henzo, Ryuma e Outlook III)
- Overlord (Parpatra Ogrion)
- Ranma ½ (2024) (Genma Saotome)
- Rurouni Kenshin (2023) (Kihei Hiruma)
- Slayers (Karuas)
- Yes! Pretty Cure 5 GoGo! (Isogin)

### OAV
- Anime Seisaku Shinkō Kuromi-chan (Nonki Hayama)
- Kikōshi Enma (Nonno Shapo)

### Film animati
- Sand Land (Shif)
- Sutorenja Mukouhadan (Gohei)

### Videogiochi
- Magical Drop III (Magician)
- Shenmue II (Shuqin Zhang)
- Ratchet & Clank (Presidente di Novalis)
- True Crime: Streets of LA (Ancient Wu)
- Dawn of Mana (Watts)
- Mana Khemia: Alchemists of Al-Revis (Mupe Oktavia Wondratschek VIII)
- Mega Man ZX Advent (Maestro Mikhail)
- Tales of Vesperia (Hanks)
- Sonic Unleashed (Prof. Dillon Pickle)
- One Piece: Pirate Warriors (Brook)
- One Piece: Pirate Warriors 2 (Brook)
- Dragon's Dogma: Dark Arisen (Feste)
- Shin Megami Tensei IV (Stephen)
- One Piece: Unlimited World Red (Brook)
- Granblue Fantasy (Estarriola, Brook)
- Super Robot Wars Z3: Hell Chapter (Gilboa Sant)
- One Piece: Pirate Warriors 3 (Brook)
- Super Robot Wars Z3: Heaven Chapter (Gilboa Sant)
- Shin Megami Tensei IV: Apocalypse (Stephen)
- One Piece: Burning Blood (Brook)
- Super Robot Wars V (Analyzer, Guelf Ganz)
- Shin Megami Tensei: Strange Journey Redux (Three Wise Men)
- Dragon Quest Rivals (Bulgio)
- One Piece Grand Cruise (Brook)
- Dragalia Lost  (Long Long)
- One Piece: World Seeker (Brook)
- Pokémon Masters EX (Alfredo)
- One Piece: Pirate Warriors 4 (Brook)
- Genshin Impact (Pulcinella)
- Demon's Souls (Remake) (Discepolo di Dio 1, Blige lo Scavatombe)
- Bravely Default II (Horten)
- Live A Live (Remake) (Doc Tobei, Euraokos)
- JoJo's Bizarre Adventure: All Star Battle R (Wilson Phillips)
- One Piece Odyssey (Brook)
- Resident Evil 4 (videogioco 2023) (Ramon Salazar)
- Dragon Quest Monsters: Il Principe oscuro (Bulgio)
- Sand Land (videogioco) (Shif)

## Ruoli doppiati
- Daylight - Trappola nel tunnel (George Tyrell)
- House of Mouse - Il Topoclub (Ranger J. Audubon Woodlore, Principe John)
- The Legend (Hyeongo)
- Looney Tunes (Taddeo)
- Trilogia de Il Signore degli Anelli (Gollum)
- Le cronache di Narnia - Il principe Caspian (Trufflehunter)
- Memphis Belle (Sergente Jack Bocci)
- Monsters & Co. (Smitty)
- Io sono Donato Fidato (Matteo Babbeo)
- Scooby-Doo (Scooby-Doo)
- Spiderwick - Le cronache (Thimbletack)
- Spongebob - Il film (Sheldon J. Plankton)
- Star Trek: Voyager (Neelix)
- Tequila e Bonetti (Vita)
- Transformers (Reggie Simmons)
- Una pallottola spuntata 33⅓: l'insulto finale (James Earl Jones)